# Philippe Boisse
Philippe Boisse (Neuilly-sur-Seine, 18 maart 1955) is een Frans voormalig schermer. Zijn zoon Éric Boisse werd ook olympisch kampioen schermen in de team competitie degen.

## Carrière
Boisse nam reeds deel aan de degenwedstrijden op de Olympische Zomerspelen van 1976 in Montreal. Op de Olympische Zomerspelen van 1980 in Moskou won hij de gouden medaille met het degenteam. Vier jaar later, op de Olympische Zomerspelen van 1984 in Los Angeles, kon hij het resultaat met het team niet herhalen, maar won hij toch zilver. In de individuele wedstrijd in Los Angeles wist hij ook de Olympische titel te veroveren.
Op de Wereldkampioenschappen Schermen van 1985 werd Philippe Boisse wereldkampioen, wat hij drie jaar eerder al met het team had bereikt op de Wereldkampioenschappen Schermen van 1982. Hij herhaalde de teamtitel op de Wereldkampioenschappen Schermen van 1983 en won teambrons in 1987.
De zoon van Philippe Boisse, Éric Boisse, is ook een succesvol schermer. Philippe Boisse is vice-voorzitter van de Franse schermbond.

## Resultaten

### Olympische Zomerspelen
| Jaar | Plaats      | Resultaten             |
| ---- | ----------- | ---------------------- |
| 1976 | Montreal    | 9e degen 9e degen team |
| 1980 | Moskou      | 9e degen degen team    |
| 1984 | Los Angeles | degen degen team       |

### Wereldkampioenschappen schermen
| Jaar | Plaats    | Resultaten |
| ---- | --------- | ---------- |
| 1982 | Rome      | degen team |
| 1983 | Wenen     | degen team |
| 1985 | Barcelona | degen      |
| 1987 | Lausanne  | degen team |

1900: Ramón Fonst ·
1904: Ramón Fonst ·
1908: Gaston Alibert ·
1912: Paul Anspach ·
1920: Armand Massard ·
1924: Charles Delporte ·
1928: Lucien Gaudin ·
1932: Giancarlo Cornaggia-Medici ·
1936: Franco Riccardi ·
1948: Gino Cantone ·
1952: Edoardo Mangiarotti ·
1956: Carlo Pavesi ·
1960: Giuseppe Delfino ·
1964: Grigori Kriss ·
1968: Győző Kulcsár ·
1972: Csaba Fenyvesi ·
1976: Alexander Pusch ·
1980: Johan Harmenberg ·
1984: Philippe Boisse ·
1988: Arnd Schmitt ·
1992: Éric Srecki ·
1996: Aleksandr Beketov ·
2000: Pavel Kolobkov ·
2004: Marcel Fischer ·
2008: Matteo Tagliariol · 
2012: Rubén Limardo · 
2016: Park Sang-young · 
2020: Romain Cannone · 
2024: Koki Kano
1908: Alibert, Berger, Collignon, Gravier, Lippmann, Olivier, Stern ·
1912: H. Anspach, P. Anspach, Hennet, Ochs, Salmon, Willems ·
1920: Allocchio, Bozza, Canova, Costantino, Marrazzi, A. Nadi, N. Nadi, Olivier, Thaon di Revel, Urbani ·
1924:  Buchard, Ducret, Gaudin, Labatut, Liottel, Lippmann, Tainturier ·
1928:  Agostoni, Basletta, M. Bertinetti, Cornaggia-Medici, Minoli, Riccardi ·
1932: Buchard, Cattiau, Jourdant, Piot, Schmetz, Tainturier ·
1936: Brusati, Cornaggia-Medici, E. Mangiarotti, Pezzana, Ragno, Riccardi ·
1948: Artigas, Desprets, Guérin, Huet, Lepage, Pécheux ·
1952: Battaglia, F. Bertinetti, Delfino, D. Mangiarotti, E. Mangiarotti, Pavesi ·
1956: Anglesio, F. Bertinetti, Delfino, E. Mangiarotti, Pavesi, Pellegrino ·
1960: Delfino, E. Mangiarotti, Marini, Pavesi, Pellegrino, Saccaro ·
1964: Bárány, Gábor, Kausz, Kulcsár, Nemere ·
1968: Fenyvesi, Kulcsár, Nagy, Nemere, P. Schmitt ·
1972: Erdős, Fenyvesi, Kulcsár, Osztrics, P. Schmitt ·
1976: Edling, Von Essen, Flodström, Högström, Jacobson ·
1980: Boisse, Gardas, Picot, Riboud, Salesse ·
1984: Borrmann, Fischer, Heer, Nickel, Pusch ·
1988: Delpla, Henry, Lenglet, Riboud, Srecki ·
1992: Borrmann, Felisiak, Proske, Resnitstsjenko, A. Schmitt ·
1996: Cuomo, Mazzoni, Randazzo ·
2000: Mazzoni, Milanoli, Randazzo, Rota ·
2004: Boisse, F. Jeannet, J. Jeannet, Obry ·
2008: F. Jeannet, J. Jeannet, Robeiri ·
2016: Borel, Grumier, Jérent, Lucenay ·
2020: Kano, Minobe, Yamada, Uyama ·
2024: Koch, Andrásfi, Siklósi, Nagy